# Gerbillus syrticus
Gerbillus syrticus es una especie de roedor de la familia Muridae.

## Distribución geográfica
Se encuentra principalmente en el noreste de Libia. 